# Gimme o Anel
Gimme o Anel é o quinto e último single do álbum Transpiração Contínua Prolongada, da banda Charlie Brown Jr.

## Desempenho nas Paradas Musicais
| Ano  | Single         | Charts      | Charts         | Charts       | Charts    | Charts        | Charts | Charts | Álbum                            |
| Ano  | Single         | BRA Hot 100 | BRA Hit Parade | BRA Year End | Bill. BRA | Bill. Pop BRA | HSPN   | POR    | Álbum                            |
| ---- | -------------- | ----------- | -------------- | ------------ | --------- | ------------- | ------ | ------ | -------------------------------- |
| 1998 | "Gimme o Anel" | 6           | 2              | —            | —         | —             | —      | —      | Transpiração Contínua Prolongada |